# Бакалец-Акоста, Юрий Александрович
Юрий Александрович Бакалец-Акоста (род. 4 апреля) — российский бейсболист, игрок сборной России. Мастер спорта России.

## Биография
Отец Александр Васильевич Бакалец (р. 1958) — футболист. Два года находился в составе ленинградского «Зенита», но в высшей лиге так и не сыграл. В дальнейшем выступал за клубы низших лиг СССР «Динамо» Ленинград, «Подолье» Хмельницкий и «Строитель» Череповец. Мать — уроженка Кубы.
Юрий Бакалец-Акоста вырос на Кубе. Окончил Университет Матансаса в 2015 году. Выступал за юношеские сборные Кубы по бейсболу. В 2002 году во время проходившего на Кубе чемпионата мира, на котором выступала и Россия, представители российской команды посетили игру кубинской команды и заинтересовались происхождением фамилии Бакалец. С тех пор игрок принял решение представлять на международном уровне сборную России. В её составе был участником чемпионатов Европы по бейсболу: 2007, 2012, 2014 и 2016 годов.
С 2016 года Бакалец-Акоста является тренером, имеет вторую категорию.